# Trưng cầu dân ý độc lập miền Nam Sudan, 2011
Trưng cầu dân ý miền Nam Sudan năm 2011 là một cuộc trưng cầu diễn ra ở miền Nam Sudan từ 9 tháng 1 cho đến ngày 15 tháng 1 năm 2011, về việc quyết định khu vực miền nam Sudan có độc lập hay không hay vẫn thuộc Sudan. Cuộc trưng cầu ý dân này là kết quả của hiệp định Naivasha năm 2005 giữa chính phủ trung ương Khartoum và nhân dân thuộc Quân Giải phóng Sudan.

Nam Sudan (trưng cầu dân ý năm 2011)
Abyei (trưng cầu dân ý năm 2011)
Dãy núi Nuba và Blue Nile (tổ chức "hội ý dân chúng" năm 2011)

Một cuộc trưng cầu dân ý đồng thời đúng ra được tổ chức tại Abyei để quyết định khu vực giàu dầu mỏ sẽ nên trở thành một phần của miền Nam Sudan, nhưng nó đã bị hoãn lại do cuộc xung đột về phân chia biên giới và cư trú.
Các điều kiện tiên quyết cho trưng cầu bao gồm một điều tra dân số, được sử dụng để xác định sự giàu có và quyền lực chính trị sẽ được phân bổ giữa các vùng như thế nào. Cuộc điều tra dân số là cơ sở của một quá trình đăng ký cử tri, trong đó cũng được sử dụng cho các cuộc bầu cử quốc gia vào năm 2010, từ đó tạo tiền đề cho trưng cầu ý dân. Các điều tra dân số đã bị trì hoãn ba lần. Vấn đề bao gồm những bất đồng giữa phía bắc và phía nam là nghĩa vụ phải làm của họ đối với Hiệp định Naivasha, khó khăn kinh phí và một thách thức lớn về hậu cần. Toàn Sudan có khoảng 4 triệu cử tri đủ tư cách tham gia cuộc bỏ phiếu, dự kiến sẽ kết thúc vào ngày 15 tháng 1 năm 2011. Miền nam Sudan sẽ tách khỏi miền bắc nếu hơn 50% cử tri bỏ phiếu ủng hộ và ít nhất 60% trong số 4 triệu người đăng ký phải tham gia bỏ phiếu.
Nếu cử tri nam Sudan ủng hộ thành lập một đất nước mới, Sudan sẽ bước vào giai đoạn chuyển giao kéo dài 6 tháng khi hai miền nam và bắc đàm phán những các vấn đề như phân chia biên giới, chủ quyền khu vực giàu dầu mỏ Abyei cũng như các khoản nợ quốc gia và thu nhập từ dầu mỏ.

## Kết quả bỏ phiếu

Mẫu phiếu sử dụng trong cuộc trưng cầu dân ý.

Cuộc bỏ phiếu trưng cầu đã bắt đầu vào ngày 09 tháng 1 năm 2011. Ngày 12 tháng 1, sau ba ngày kể từ ngày bầu cử, đại diện của SPLA/M tuyên bố rằng, theo ước tính của họ, đã đạt được ngưỡng 60% cử tri đi bầu ngưỡng cần thiết để đảm bảo tính hiệu lực của cuộc trưng cầu ý dân (tương ứng với khoảng 2,3 triệu cử tri). Xác nhận chính thức đến sau này cùng ngày, khi ủy ban trưng cầu dân ý phát hành một tuyên bố thông báo rằng cử tri đi bầu sẽ "vượt quá" ngưỡng 60 phần trăm yêu cầu  Jimmy Carter bày tỏ niềm tin của ông vào ngày 13 tháng 1 rằng cuộc trưng cầu có khả năng sẽ đáp ứng các tiêu chuẩn quốc tế cho cả hai tiến hành các cuộc bầu cử và tự do của cử tri . Liên Hợp Quốc báo cáo rằng kết quả sơ bộ sẽ được dự kiến công bố vào ngày 02/2/2011, với kết quả cuối cùng dự kiến trong vòng hai tuần sau.
Theo tính sơ bộ xem xét lại bởi các hãng tin AP, bao gồm 30.000 phiếu tại 10 điểm bỏ phiếu, các mẫu đã có một cử tri đi bầu 95% với 96% ủng hộ ly khai, 3% ủng hộ sự thống nhất  và phần còn lại là không hợp lệ. Mohamed Ibrahim Khalil, Chủ tịch Ủy ban trưng cầu dân ý, cho biết 83 phần trăm cử tri hội đủ điều kiện ở phía nam và 53 phần trăm ở phía bắc đã đi bỏ phiếu.
| Phiếu                   | Số phiếu  | %      |
| ----------------------- | --------- | ------ |
| Thuận                   | 3,792,518 | 98.83  |
| Chống                   | 44,888    | 1.17   |
| Số phiếu hợp lệ         | 3,837,406 | 99.62  |
| Không hợp lệ hoặc trắng | 14,588    | 0.38   |
| Tổng cộng               | 3,851,994 | 100.00 |
| Lượt bỏ phiếu tối thiểu | 60.00     | 60.00  |
| Nguồn:                  |           |        |